# Wada Yasushi
Wada Yasushi (jap. 和田 寧; * 1787 in Edo, Provinz Harima; † 1840), oder auch Wada Nei (die sino-japanische Lesung seines Namens), war ein japanischer Mathematiker des Wasan.
Er wurde 1787 in Edo geboren und trug ursprünglich den Namen Kōyama Naoaki. Er arbeitete zunächst in dem buddhistischen Zōjōji (増上寺) in Edo. Schließlich verließ er den Tempel und änderte aus unbekannten Gründen seinen Namen in Wada Nei um. Unter der Schirmherrschaft von Fürst Tsuchimikado am Gericht von Mikado begann er sich mit Mathematik zu beschäftigen. Er studierte unter anderem bei Kusaka Makoto (日下 誠), der seinerseits ein Schüler Ajima Naonobus war.
Wada Nei verbesserte die von Ajima Naonobu entwickelte Integralrechnung des der Exhaustionsmethode entsprechenden Enri (円理, dt. „Kreisprinzip“). Er befasste sich mit der Bestimmung von Extremstellen durch das Enri und lieferte eine detaillierte Erklärung eines auf Seki Takakazu zurückgehendes Verfahren (äquivalent zur Untersuchung der Nullstellen der Ableitung). Weiterhin war er der erste japanische Mathematiker, der Roulette-Kurven untersuchte.